# パース (西オーストラリア州)
パース（Perth, オーストラリア英語発音: [pɜːθ] ( 音声ファイル)）は、オーストラリア連邦の西オーストラリア州の州都であり、同州の最大都市である。

## 概要
地方自治体（シャイア）としてのシティ・オブ・パースは人口は27,762人程度（2018年）だが、パース都市圏の人口は約209万人（2019年）にも及ぶ。西オーストラリアを代表する大都市である。

### 地名の由来
「パース」という名前は、1829年にスコットランド人であるジェームズ・スターリング総督が、植民地大臣であるジョージ・マレー卿を称えて、マレー卿の出身地であり英国下院議会の議席の地盤であるパースから命名した。

## 地理

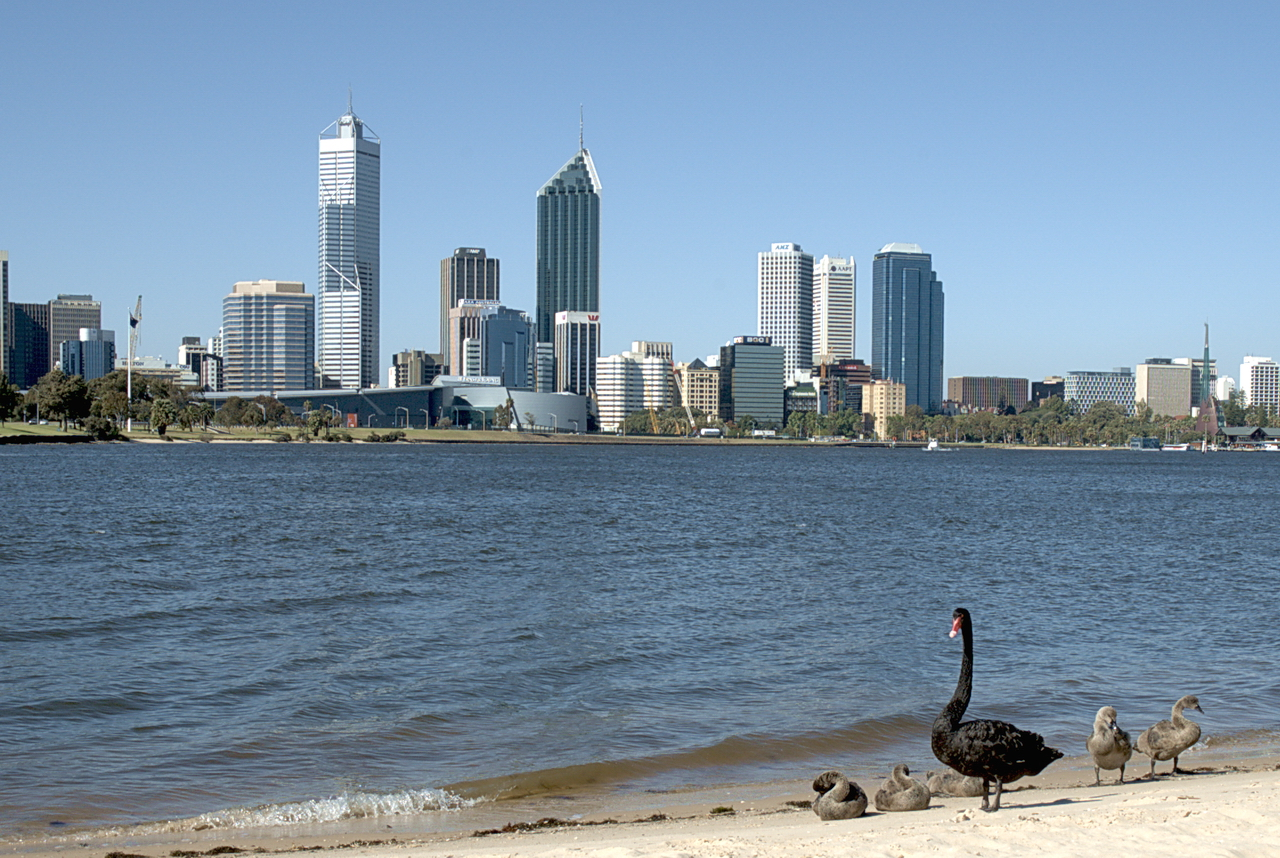
スワン川とコクチョウ

### 位置
都市圏は北がワナルー(Wanneroo)、南はロッキンガム(Rockingham)で南北およそ125 km、西の海岸から東のマンダリング(Mundaring)まで、東西およそ50 kmに広がっている。

#### 国内での孤立
西オーストラリア州は夏時間を2006年から3年間試行したが、反対多数により以後は実施されないことに決定した。
パースの対蹠地は、アメリカのノースカロライナ州・サウスカロライナ州の東方沖合に位置し、アメリカ本土（アラスカとハワイは除く）およびカナダならびに西ヨーロッパといったいわゆる「欧米」諸国の主要地域（都市で言えばロサンゼルス、シカゴ、ニューヨーク、バンクーバー、トロント、パリ、ロンドンなど）からは世界で最も距離が離れている都市の一つである。
その中でも特に、「パース - ニューヨーク間」は「東京 - リオデジャネイロ（ブラジル）間」よりも遠く離れている。
更にオーストラリア国内においても、パースは他の主要都市からかなり離れた場所にあり、隣国のインドネシアの首都ジャカルタの方が自国の首都キャンベラや主要都市シドニー・ブリズベンより近く、メルボルンからみてもパースよりニュージーランドのオークランドの方が近い。

### 地形
パースはスワン川沿いに位置する。スワン川という名前は原産のコクチョウ（ブラックスワン）にちなむ。
パース郊外はインド洋に面して美しい砂浜が広がっている。都市の東の境界はダーリング崖と呼ばれる低い急斜面である。パースの大部分は、深い基岩と大量の砂の土壌によるゆるやかな起伏のある平らな土地の上にある。パース大都市圏には二種類の水源からの川が流れ、一つはスワン川とキャニング川、もう一つはマンジュラのピールエスチュアリーに流れるサーペンティン川とマレー川である。

### 気候
パースはケッペンの気候区分で地中海性気候である。夏は概して暑く乾燥していて、2月が最暖月である。今までに記録した最高気温は1991年2月23日に記録した46.2℃である。冬の寒さはあまり厳しくなく、近年降水が減っているとはいえ、雨が多い。気温が0℃まで達したのは1997年7月15日と1998年7月27日の2回のみで、真冬でも日中の気温が16℃を切るのはまれである。夏は大抵、現地の人が「フリーマントルの医者」と呼ぶ南西からの海風が、気温が高くなりすぎる前に吹いて熱を冷ましている。
| パースの気候                | パースの気候 | パースの気候 | パースの気候 | パースの気候 | パースの気候  | パースの気候  | パースの気候  | パースの気候 | パースの気候 | パースの気候 | パースの気候 | パースの気候 | パースの気候   |
| 月                          | 1月          | 2月          | 3月          | 4月          | 5月           | 6月           | 7月           | 8月          | 9月          | 10月         | 11月         | 12月         | 年             |
| --------------------------- | ------------ | ------------ | ------------ | ------------ | ------------- | ------------- | ------------- | ------------ | ------------ | ------------ | ------------ | ------------ | -------------- |
| 最高気温記録 °C （°F）      | 45.8 (114.4) | 46.2 (115.2) | 42.4 (108.3) | 37.6 (99.7)  | 34.3 (93.7)   | 28.1 (82.6)   | 26.3 (79.3)   | 27.8 (82)    | 32.7 (90.9)  | 38.1 (100.6) | 40.3 (104.5) | 44.2 (111.6) | 46.2 (115.2)   |
| 平均最高気温 °C （°F）      | 30.8 (87.4)  | 31.3 (88.3)  | 29.5 (85.1)  | 25.6 (78.1)  | 22.4 (72.3)   | 19.3 (66.7)   | 18.3 (64.9)   | 18.8 (65.8)  | 20.1 (68.2)  | 23.0 (73.4)  | 26.4 (79.5)  | 28.8 (83.8)  | 24.5 (76.1)    |
| 平均最低気温 °C （°F）      | 17.8 (64)    | 18.1 (64.6)  | 16.5 (61.7)  | 13.6 (56.5)  | 10.6 (51.1)   | 8.5 (47.3)    | 7.8 (46)      | 8.1 (46.6)   | 9.4 (48.9)   | 11.2 (52.2)  | 14.2 (57.6)  | 16.2 (61.2)  | 12.7 (54.9)    |
| 最低気温記録 °C （°F）      | 8.9 (48)     | 8.7 (47.7)   | 6.3 (43.3)   | 4.1 (39.4)   | 1.3 (34.3)    | −0.7 (30.7)   | 0.0 (32)      | 1.3 (34.3)   | 1.0 (33.8)   | 2.2 (36)     | 5.0 (41)     | 7.9 (46.2)   | −0.7 (30.7)    |
| 雨量 mm （inch）            | 9.5 (0.374)  | 12.7 (0.5)   | 19.5 (0.768) | 44.1 (1.736) | 117.5 (4.626) | 175.7 (6.917) | 169.7 (6.681) | 133.6 (5.26) | 80.6 (3.173) | 52.2 (2.055) | 22.1 (0.87)  | 12.8 (0.504) | 850.0 (33.465) |
| 平均降水日数                | 2.1          | 2.2          | 4.4          | 6.6          | 11.5          | 15.1          | 17.3          | 15.6         | 15.3         | 8.8          | 6.0          | 3.9          | 108.8          |
| % 湿度                      | 39           | 38           | 40           | 46           | 50            | 56            | 57            | 54           | 53           | 47           | 44           | 40           | 47             |
| 平均月間日照時間            | 359.6        | 310.8        | 294.5        | 246          | 210.8         | 177           | 186           | 220.1        | 228          | 297.6        | 321          | 359.6        | 3,211          |
| 出典：Bureau of Meteorology |              |              |              |              |               |               |               |              |              |              |              |              |                |

#### 気象災害
近年、異常気象により降水量が減少しており、30年間でダムへの流量が三分の二に減少している。さらに人口増加率が比較的高いため、パースが10年以内に「水切れ」になってしまうという懸念が生じている。
西オーストラリア州政府は対策として家庭でのスプリンクラー使用を制限し、クィナナ（Kwinana）に淡水化プラントを建設し、2007年から稼動している。
州政府はキンバリー(Kimberley)地域からの水の輸送や、州の南西部にあるヤラガディー（Yarragadee）帯水層からのくみ上げといった他の解決策も検討している。

## 歴史

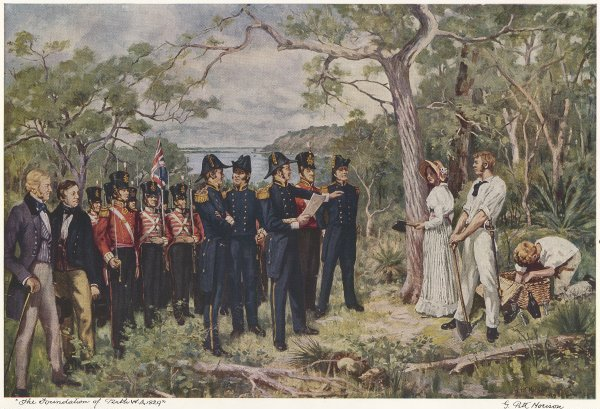
1829年パースの建設
ジョージ・ピット・モリソン作

### 沿革
パースはオーストラリア大陸西部でヨーロッパ人が建設した最初の大規模な入植地である。
- 1826年、イギリス軍はフランスによる入植の兆しに先んずるため、西オーストラリア南海岸のキング・ジョージ・サウンド（現在のアルバニー）に基地を建設した。
- 1829年になって自由移民の入植地であるスワン川入植地の首府としてパースが建設された。1850年には安価な労働力を手に入れたい農家や実業家の要求によって、パースを含む西オーストラリアは流刑植民地となった。
- 1900年の住民投票の後、1901年、この入植地はオーストラリア連邦に加盟した。

東部の州からカルグーリー経由でパースへつなぐ鉄道建設といった他の植民地の譲歩の後、西オーストラリア州はオーストラリア植民地の中で最後に加盟に同意した。

## 政治

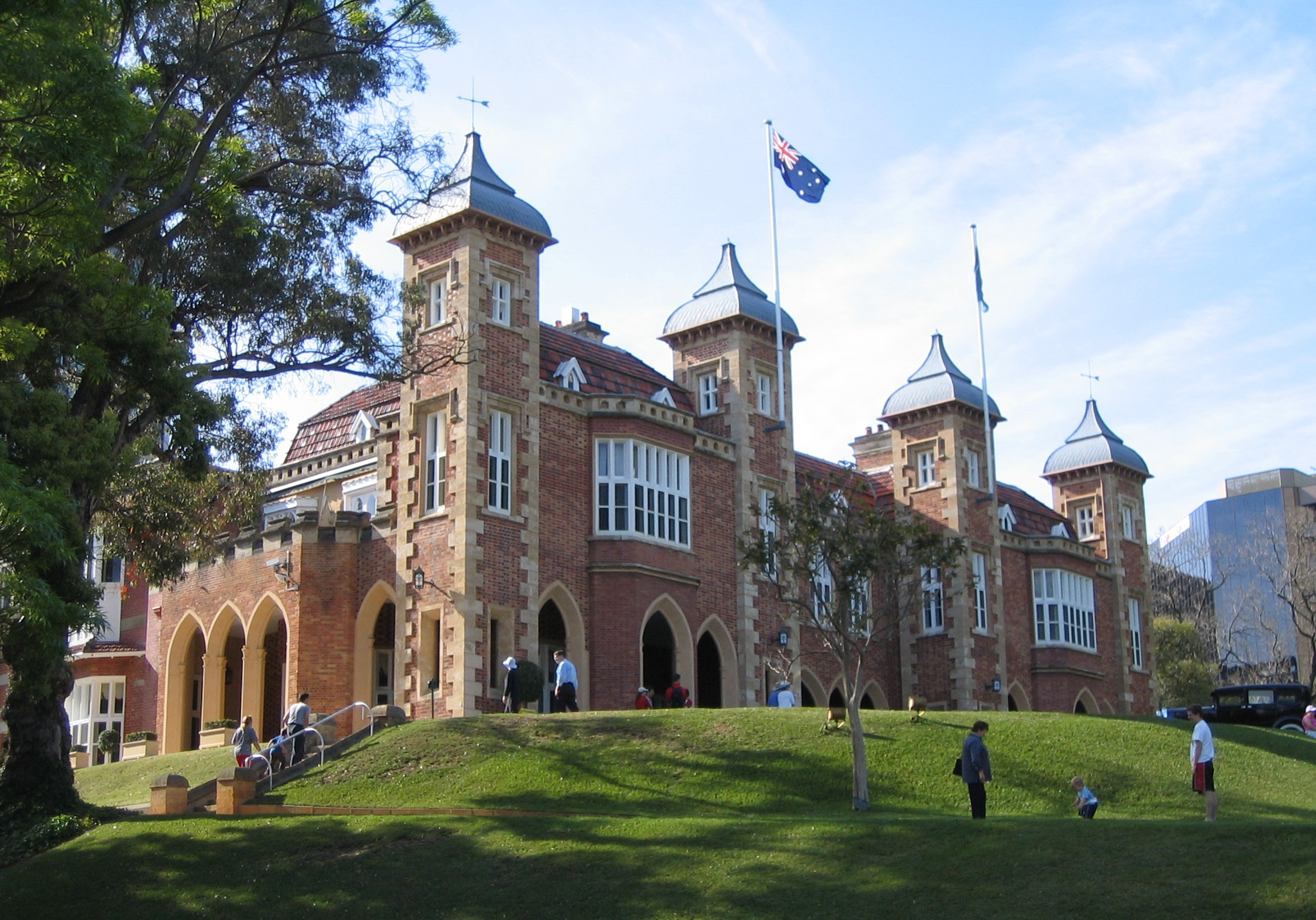
総督府

### 行政

#### 地方自治
パース市はシティ・オブ・パース（かつてのパース市議会）という地方自治体（シティ）が行政管理をしている。

#### 国防
パースは西海岸最大の都市であるため、オーストラリア軍の拠点として重要な場所である。

#### パース都市圏
パース都市圏は30を越える地方自治体（市町村）に及んでいて、外港のフリーマントル(Fremantle)や、ベイズウォーター(Bayswater), カニング(Canning), スターリング(Stirling), ゴスネルズ(Gosnells), ネッドランズ(Nedlands), スビアコ(Subiaco), ペパーミントグローブ(Peppermint Grove), クレアモント(Claremont), ヴィクトリアパーク(Victoria Park),ジュンダラップ(Joondalup), ワナルー(Wanneroo), アーマデール(Armadale)などである。
| 日本語名                                      | 英語版リンク                    | 地域圏       |
| --------------------------------------------- | ------------------------------- | ------------ |
| シティ・オブ・アーマデール                    | Armadale, City of               | パース都市圏 |
| タウン・オブ・バッセンディーン                | Bassendean, Town of             | パース都市圏 |
| シティ・オブ・ベイズウォーター                | Bayswater, City of              | パース都市圏 |
| シティ・オブ・ベルモント                      | Belmont, City of                | パース都市圏 |
| タウン・オブ・ケンブリッジ                    | Cambridge, Town of              | パース都市圏 |
| シティ・オブ・キャニング                      | Canning, City of                | パース都市圏 |
| タウン・オブ・クレアモント                    | Claremont, Town of              | パース都市圏 |
| タウン・オブ・コッツスロー                    | Cockburn, Town of               | パース都市圏 |
| タウン・オブ・イースト・フリーマントル        | East Fremantle, Town of         | パース都市圏 |
| シティ・オブ・フリーマントル                  | Fremantle, City of              | パース都市圏 |
| シティ・オブ・ゴスネルズ                      | Gosnells, City of               | パース都市圏 |
| シティ・オブ・ジューンダラップ                | Joondalup, City of              | パース都市圏 |
| シティ・オブ・カラムンダ                      | Kalamunda, City of              | パース都市圏 |
| シティ・オブ・クィナナ                        | Kwinana, City of                | パース都市圏 |
| シティ・オブ・メルヴィル                      | Melville, City of               | パース都市圏 |
| タウン・オブ・モスマンパーク                  | Mosman Park, Town of            | パース都市圏 |
| シャー・オブ・マンダリング                    | Mundaring, Shire of             | パース都市圏 |
| シティ・オブ・ネッドランズ                    | Nedlands, City of               | パース都市圏 |
| シャー・オブ・ペパーミント・グローヴ          | Peppermint Grove, Shire of      | パース都市圏 |
| シティ・オブ・パース                          | Perth, City of                  | パース都市圏 |
| シティ・オブ・ロッキンガム                    | Rockingham, City of             | パース都市圏 |
| シャー・オブ・サーペンティーン-ジャラーデール | Serpentine-Jarrahdale, Shire of | パース都市圏 |
| シティ・オブ・サウス・パース                  | South Perth, City of            | パース都市圏 |
| シティ・オブ・スターリング                    | Stirling, City of               | パース都市圏 |
| シティ・オブ・スビアコ                        | Subiaco, City of                | パース都市圏 |
| シティ・オブ・スワン                          | Swan, City of                   | パース都市圏 |
| タウン・オブ・ヴィクトリア・パーク            | Victoria Park, Town of          | パース都市圏 |
| シティ・オブ・ヴィンセント                    | Vincent, City of                | パース都市圏 |
| シティ・オブ・ワナルー                        | Wanneroo, City of               | パース都市圏 |

## 対外関係

### 姉妹都市・提携都市
パースは複数の姉妹都市を有している：
- 鹿児島市（日本国 九州地方 鹿児島県）- 1974年樹立
- ヒューストン（アメリカ合衆国 テキサス州）1984年樹立
- ロドス（ギリシャ共和国 南エーゲ地方 ロドス県）1984年樹立
- カステロリゾ（ギリシャ共和国 南エーゲ地方 ロドス県）1984年樹立
- サンディエゴ（アメリカ合衆国 カリフォルニア州）1987年樹立
- ヴァスト（イタリア共和国 アブルッツォ州 キエーティ県）1989年樹立
- 南京市（中華人民共和国 江蘇省）1989年樹立
- 台北市（中華民国 直轄市）- 1999年樹立
- パース（イギリス連合王国 スコットランド）2006年樹立
- 成都市（中華人民共和国 四川省）2010年樹立

### 国際機関

#### 領事館
- 在パース日本国総領事館

## 経済

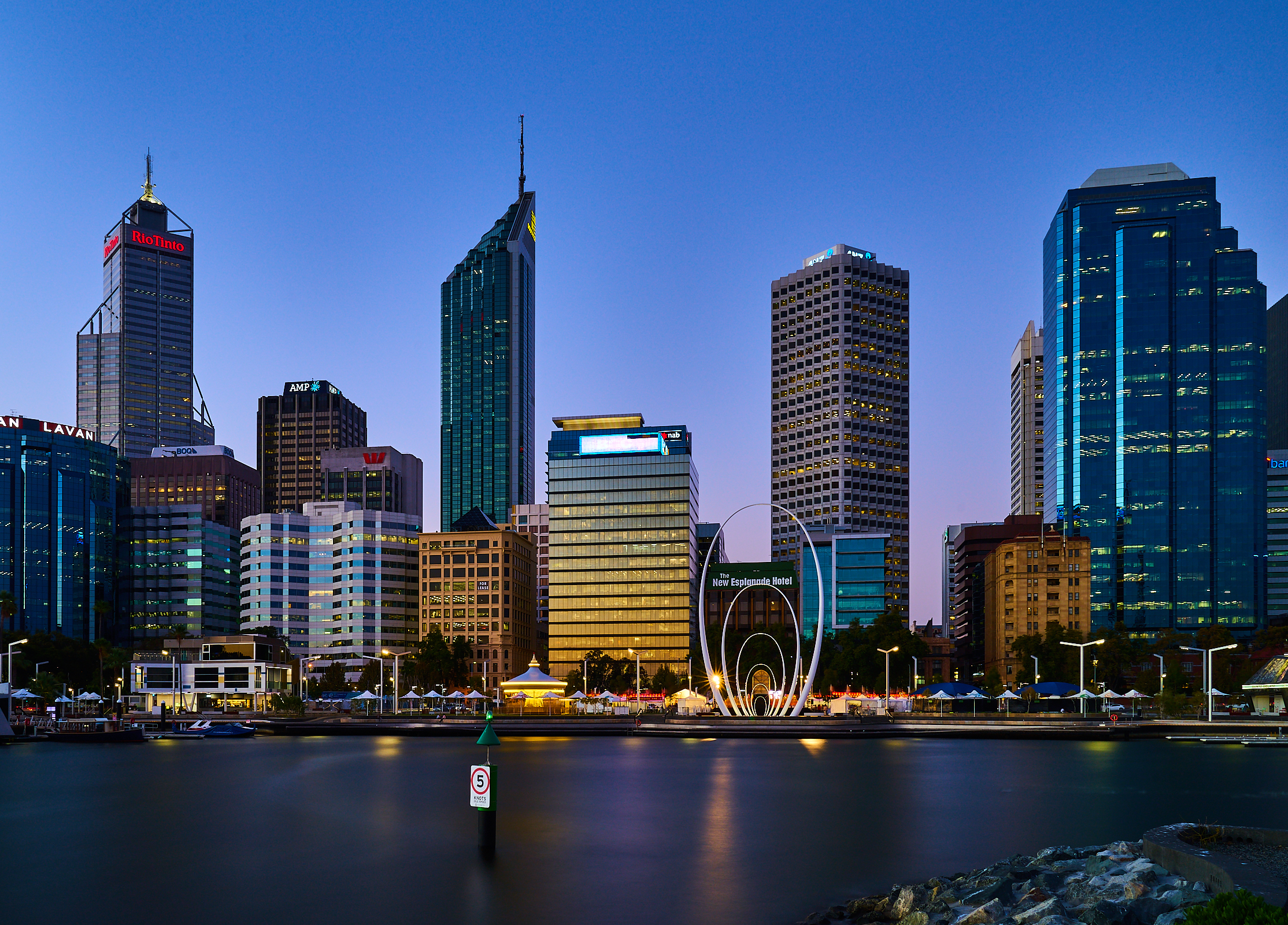
パースの中心業務地区（CBD）

### 第二次産業

#### 鉱業
西オーストラリア州は鉱物資源が豊富である。
特に金、鉄鉱石、ニッケル、アルミナやダイヤモンドといった資源の度重なる発掘ラッシュによって都市は成長した。

### 第三次産業

#### 金融業
パースは西オーストラリア州で最大の都市でもある為、多くの金融機関が拠点を置き、金融センターとして発展している。

#### 観光業
パースは西オーストラリア州の観光拠点として、人気が高い。

## 教育

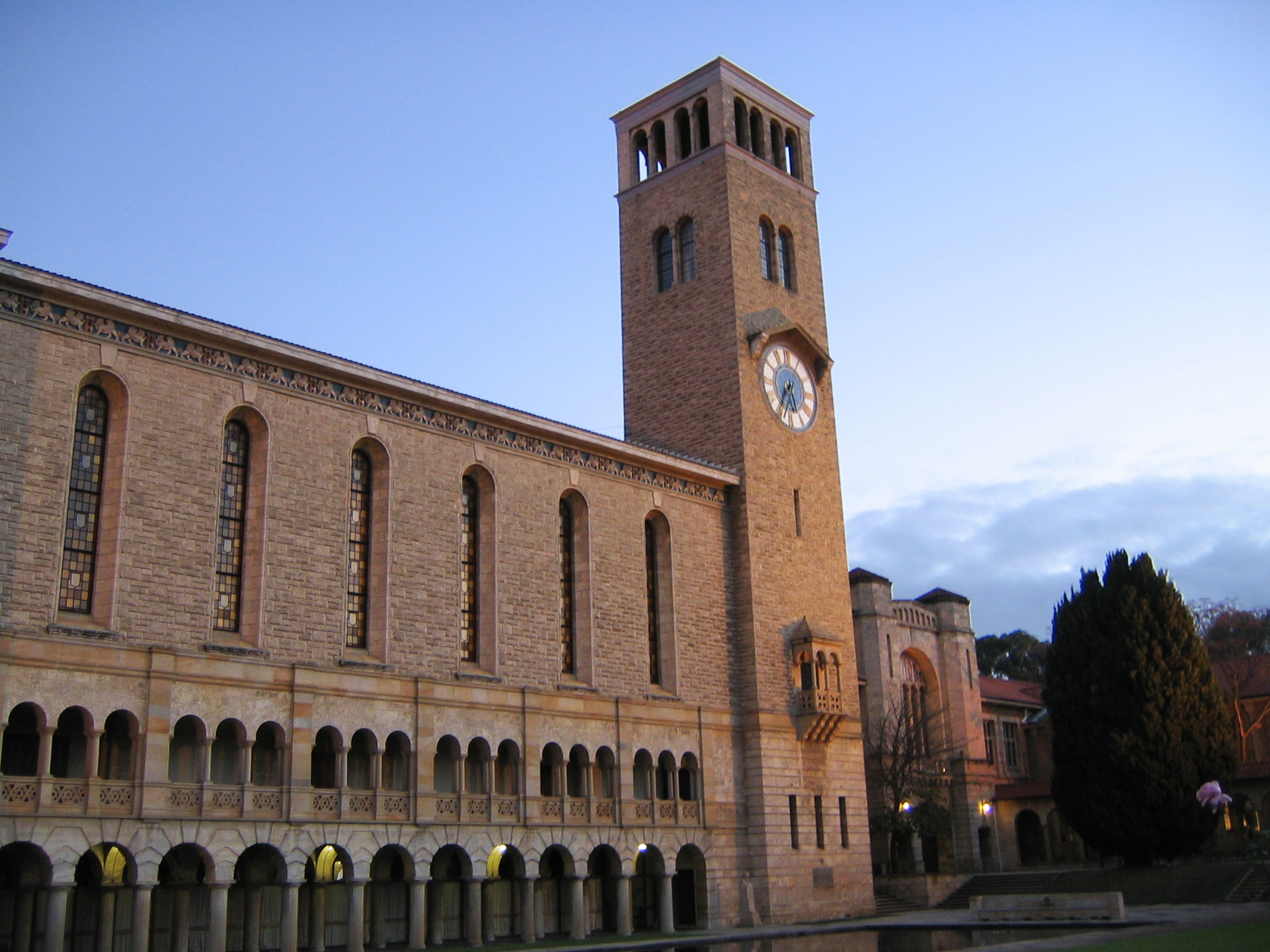
西オーストラリア大学のウィンスロップホール

### 大学
パースには四つの公立大学と一つの私立大学があり、以下の通りである。
- 西オーストラリア大学　University of Western Australia  [UWA]
- カーティン大学　Curtin University  [CURTIN]
- エディスコワン大学　Edith Cowan University [ECU]
- マードック大学　Murdoch University [MURDOCH]
- ノートルダムオーストラリア大学　University of Notre Dame Australia [UNDA]

西オーストラリア大学は1911年に設立され、オーストラリアで一流の研究機関として有名である。堂々たる新古典建築はほとんどが白の石灰岩から彫られたもので、観光客の目当てとなっている。カーティン工科大学は西オーストラリア州最大の大学で、1966年から1986年まで西オーストラリア技術機構として知られていた。マードック大学は1970年代末に西オーストラリア大学の敷地に作られた。エディスコワン大学は1990年代初め、都市圏の北西部に第三の大学が必要になったことから設立された。ノートルダム大学は1990年に設立され、オーストラリア最初のカトリック系の大学である。

## 交通

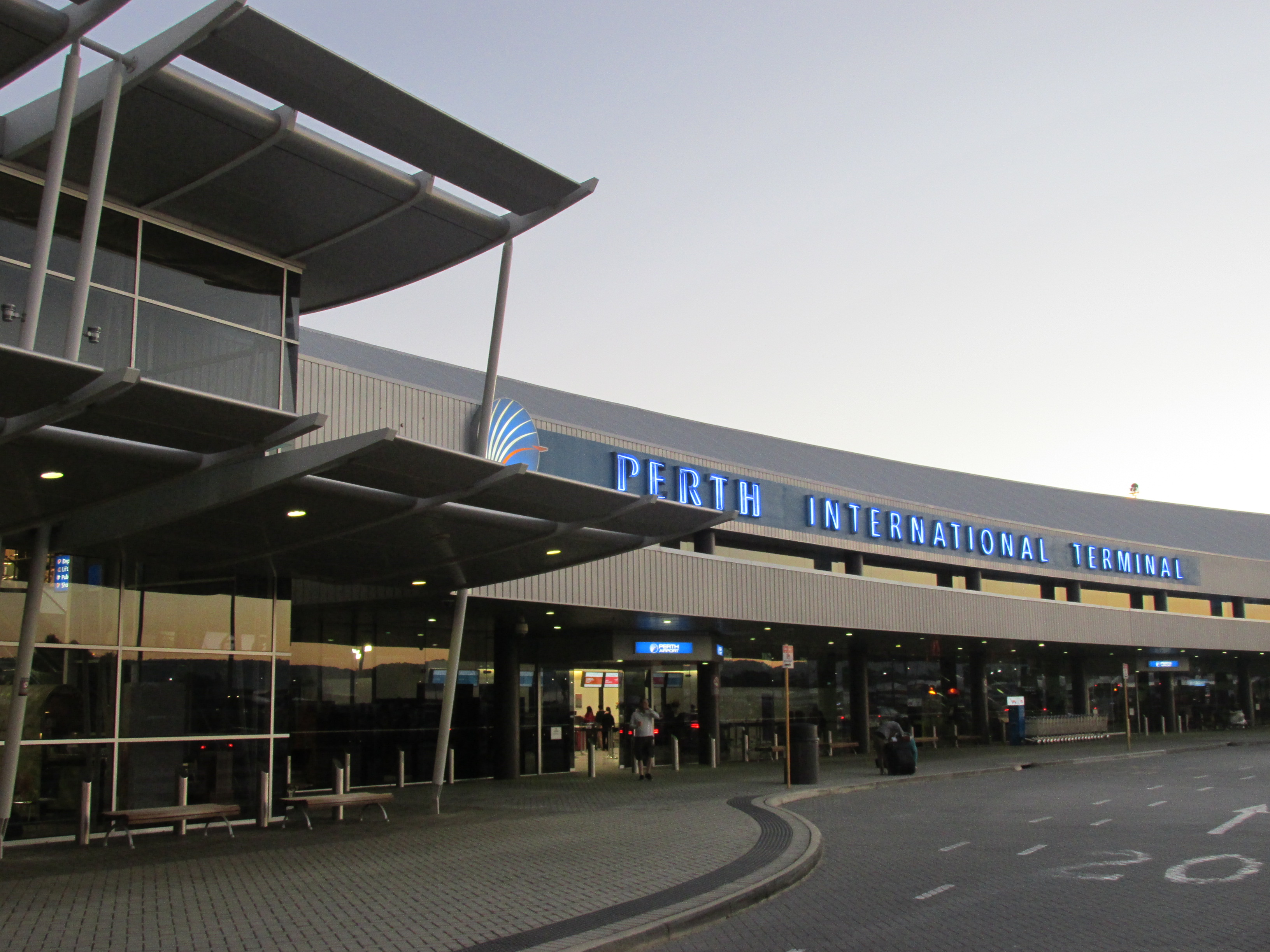
パース空港

都市交通としては、通勤電車、路線バス、フェリー、双胴船がある。これらは、州営のトランスパースが管理している。

### 空路

#### 空港
- パース空港
  - 空港は国際線・国内線の定期線用パース空港と不定期民間用のジャンダコット空港 (Jandakot Airport) がある。

日本からの直行便は2012年11月時点ではなくなり（カンタス航空の成田線は2011年5月から運休）、キャセイパシフィック航空を使った香港経由、シンガポール航空を使ったシンガポール経由便などでパースへ入る事を余儀なくされていたが、2019年9月1日から全日本空輸が週7便で成田-パース間に就航決定で8年ぶりに直行便が復活することになった。

### 鉄道
鉄道はパース駅を中心にして路線が伸びている。

#### 長距離鉄道

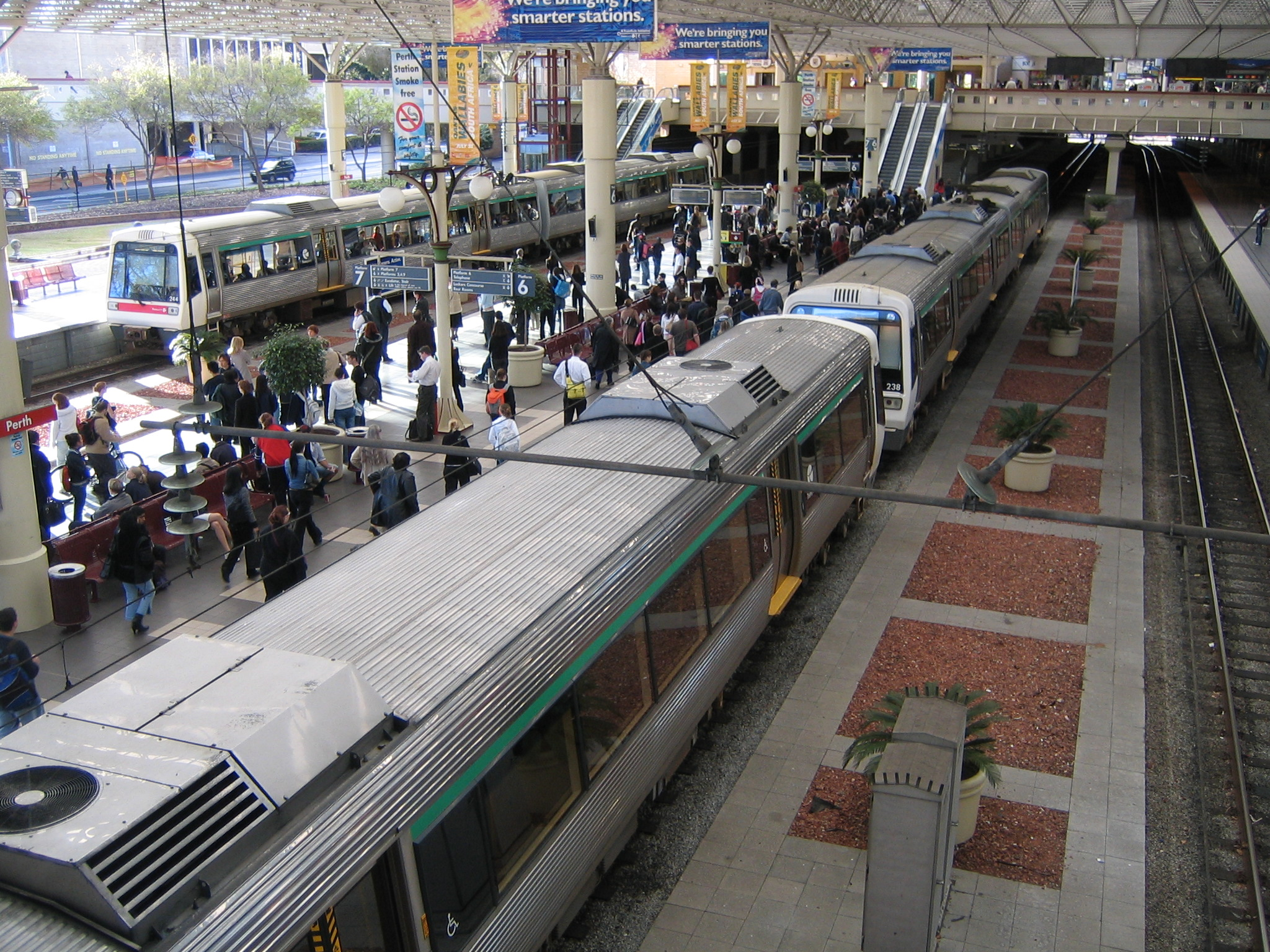
パース駅

- パース駅トランスwa
- インディアンパシフィック

#### 近郊鉄道
2007年末にクイナナフリーウェイ沿い通勤列車の鉄道線がロッキンガムから南に延伸され、パース都市圏外のマンジュラまでつながった。これで、パースの鉄道網の総延長はそれまでの2倍に伸びた。
近年では、パース空港への空港連絡鉄道を建設中であり、2022年10月9日に開業予定。
- トランスパース

### バス

#### 路線バス
パース都市圏には70の鉄道駅と15のバスステーションがある。

#### 都市間バス
長距離の移動にはシドニーに高速バスがある。

### 道路

#### 高速道路
パースには三つのフリーウェイ、九つの都市圏ハイウェイがあり有料道路はなく、比較的道路網が発達している。都市圏の南北への拡大に伴って、持続的な道路の拡張や鉄道の延伸が必要になっている。

### 航路

#### 港湾
パースにはスワン川をさかのぼり外航船が停泊できるが、インド洋に面する外港のフリーマントルが貿易港としては重要である。

## 観光

### 名所・旧跡
パース市街(CBD)
パースの中心部はスワン川の一部である「パース湖」の北岸にあり、三つの場所に分けられる。
- ビジネス街は川に近い位置にあり、聖ジョージ通り（セントジョージテラス）とアデレード通り（アデレードテラス）沿いにあり、歴史的中心部である。総督官邸や会社のビルがある。議会は丘の上にあり、西に聖ジョージ通りからダーリング崖まで見渡せる。在パース日本国総領事館もここにある。
- 商店街はヘイ通りとマレー通りのショッピングモールに集中している。モールはアーケードと歩いて抜けられる店で相互につながっている。この地域のホテルは徐々に姿を消しているが、市外の東部と西部の境に新しいホテルが建設されている。フォレストプレイスはウェリントン通りとマレー通りをつなぐ、人が多く集まる有名な場所であり、ここで政治家の演説や公共の催し物が行われる。1980年代半ばに車の進入が制限され再開発されて、西に連邦銀行と連邦郵便局の建物が隣接している。
- 娯楽・文化区域はノースブリッジにあり、鉄道が市外を区切る場所を拠点としている。少なくとも四区画北に伸びていて、東の図書館、美術館、博物館から西の北部郊外へ向かう鉄道線まで続いている。また、ノースブリッジにはアジア系の食品店やレストランなどが多数存在し、休日には買い物客でにぎわっている。

また、このCBDにはキャットバスと呼ばれる循環もしくはピストン型の無料バスが走っていて市民の足となっている。

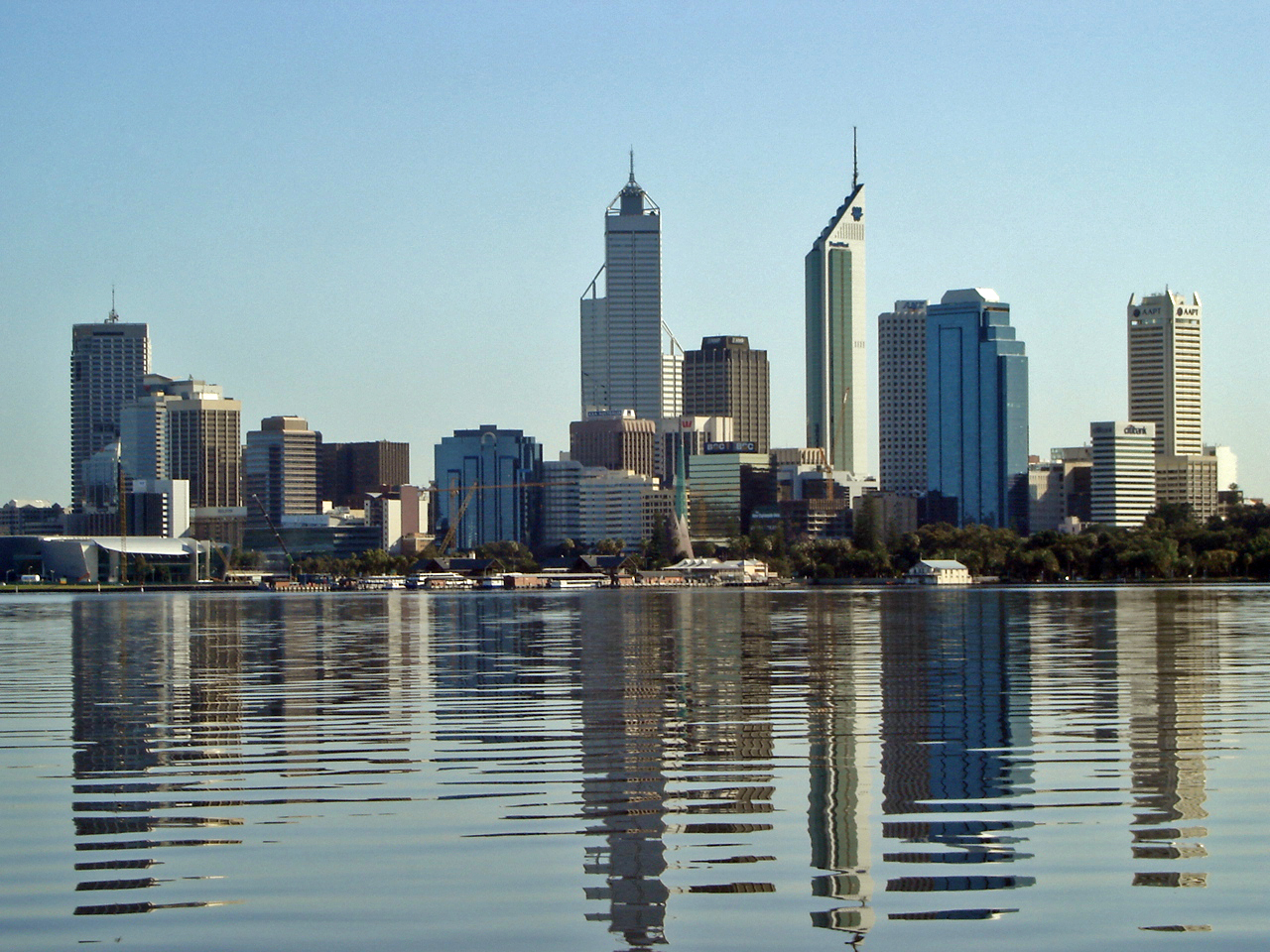
パースのCBD
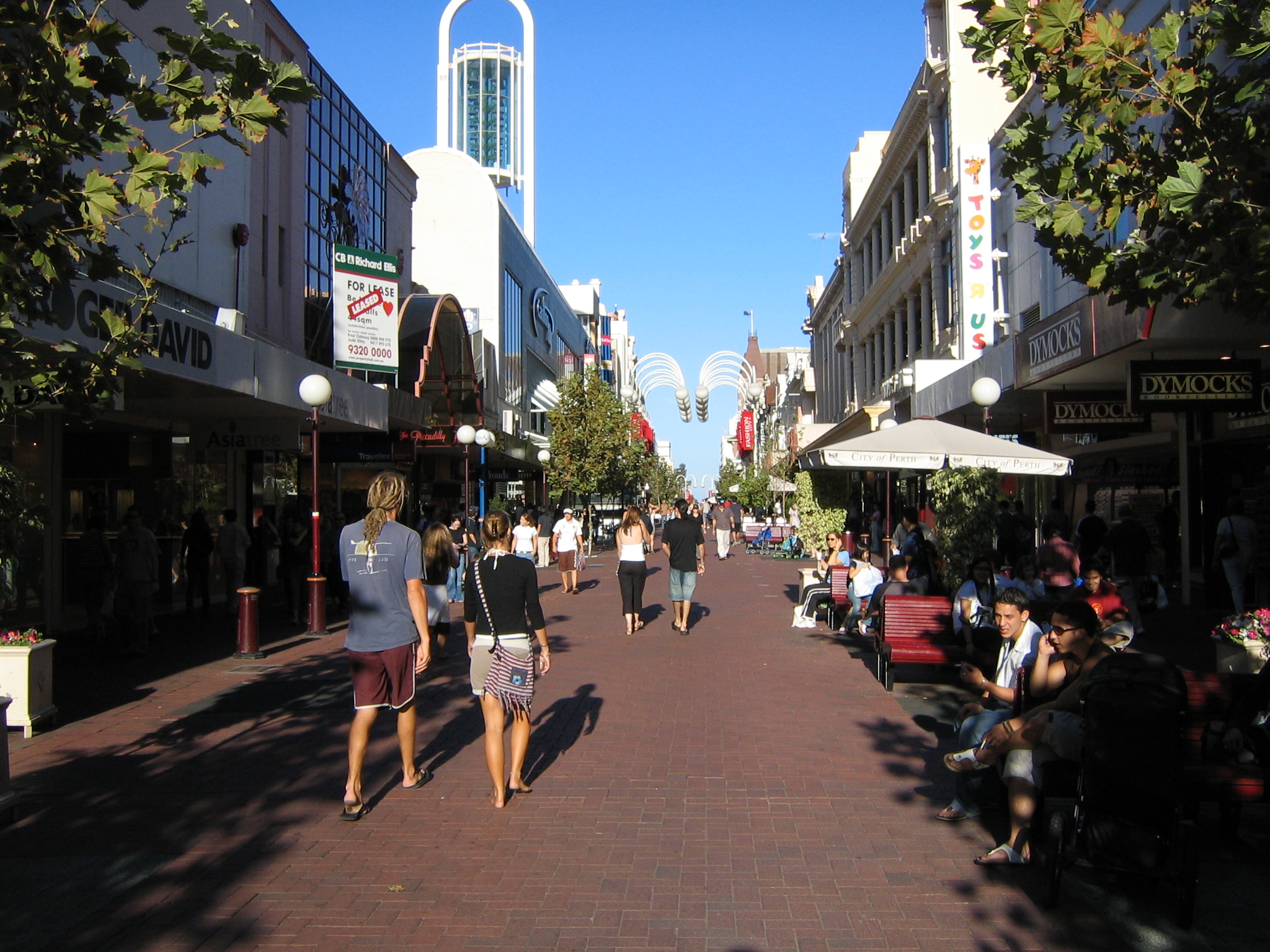
ヘイ通りの商店街
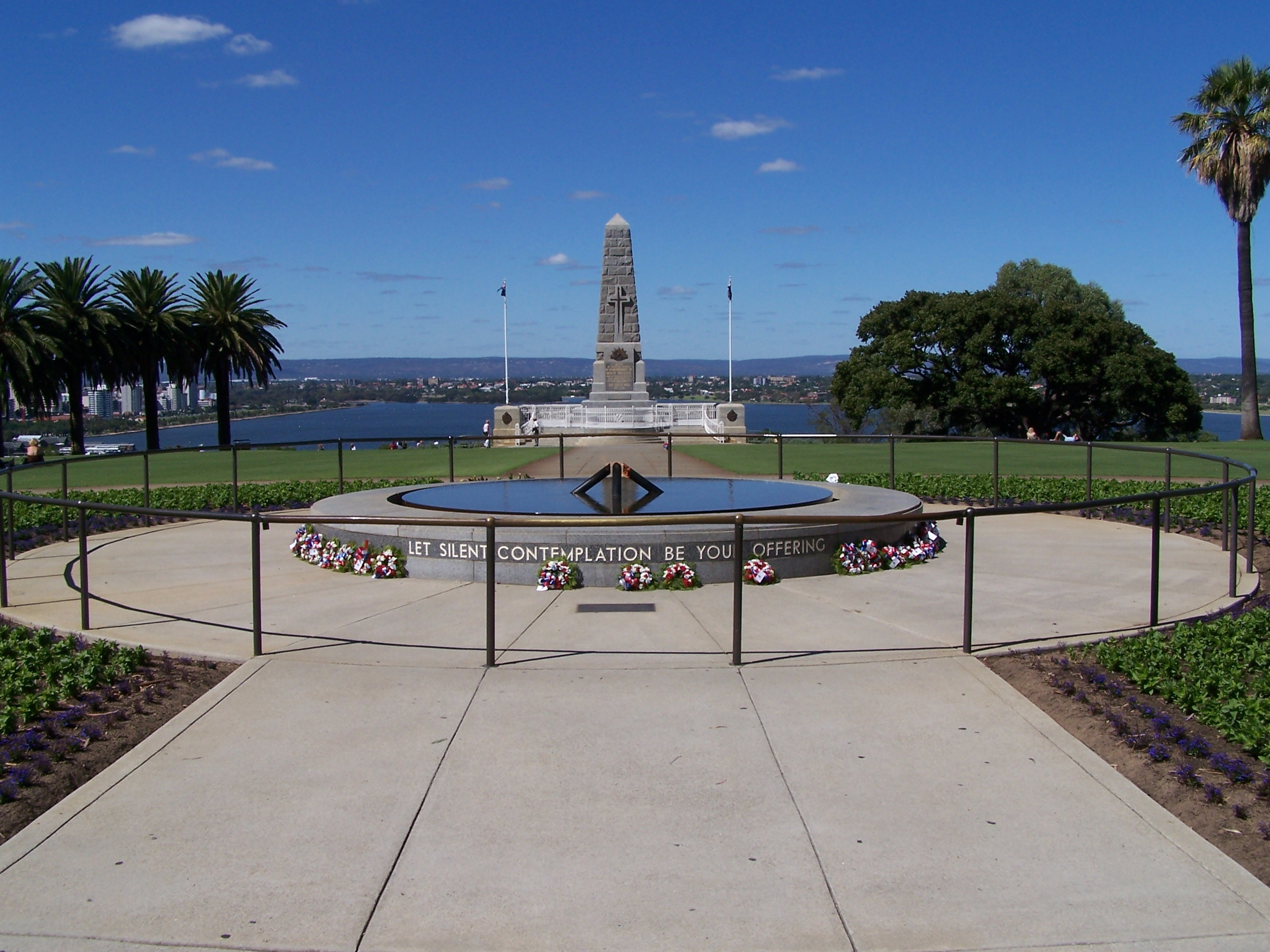
キングスパークの戦争記念碑

キングスパーク
キングスパークは中心街を遠く望む大きな丘で、406ヘクタールを占める。ニューヨークのセントラル・パーク（341ヘクタール）よりも大きく、自然林だけでなく植物園もある。春には野の花が咲き乱れ、その風景は世界一流である。2003年8月に宝くじ連盟が総工費360万豪ドルを費やして造った620 mの長さの遊歩道が完成し、木々のてっぺんから鳥の視点で広大なスワン川の風景と、公園や庭の景色を楽しむことが出来る。
パースは比較的緑の多い都市で、いたるところに公園や並木道がある。
パース造幣局
パース造幣局は現在も操業している造幣局の中では最古のものである。貨幣を作る造幣局はオーストラリアに二つあり、もうひとつはキャンベラにある。毎日一般公開され、パース造幣局の店では金貨、銀貨、金の延べ棒、金塊、装飾品などが売られている。
フリーマントル
スワン川河口にある歴史的な港湾都市である。フリーマントル刑務所や、新しく作られた西オーストラリアマリタイムミュージアムといった多くの観光地がある。マリタイムミュージアムはヴィクトリア埠頭にあり、1983年のアメリカスカップで優勝したAustraliaIIを所蔵している。難破船のギャラリーがあり、数百年前に難破したオランダのバタヴィア(Batavia)の船体が置かれている。最近の船舶ではオベロン級の潜水艦、HMAS Ovensがマリタイムミュージアムの隣に置かれている。

### 観光スポット

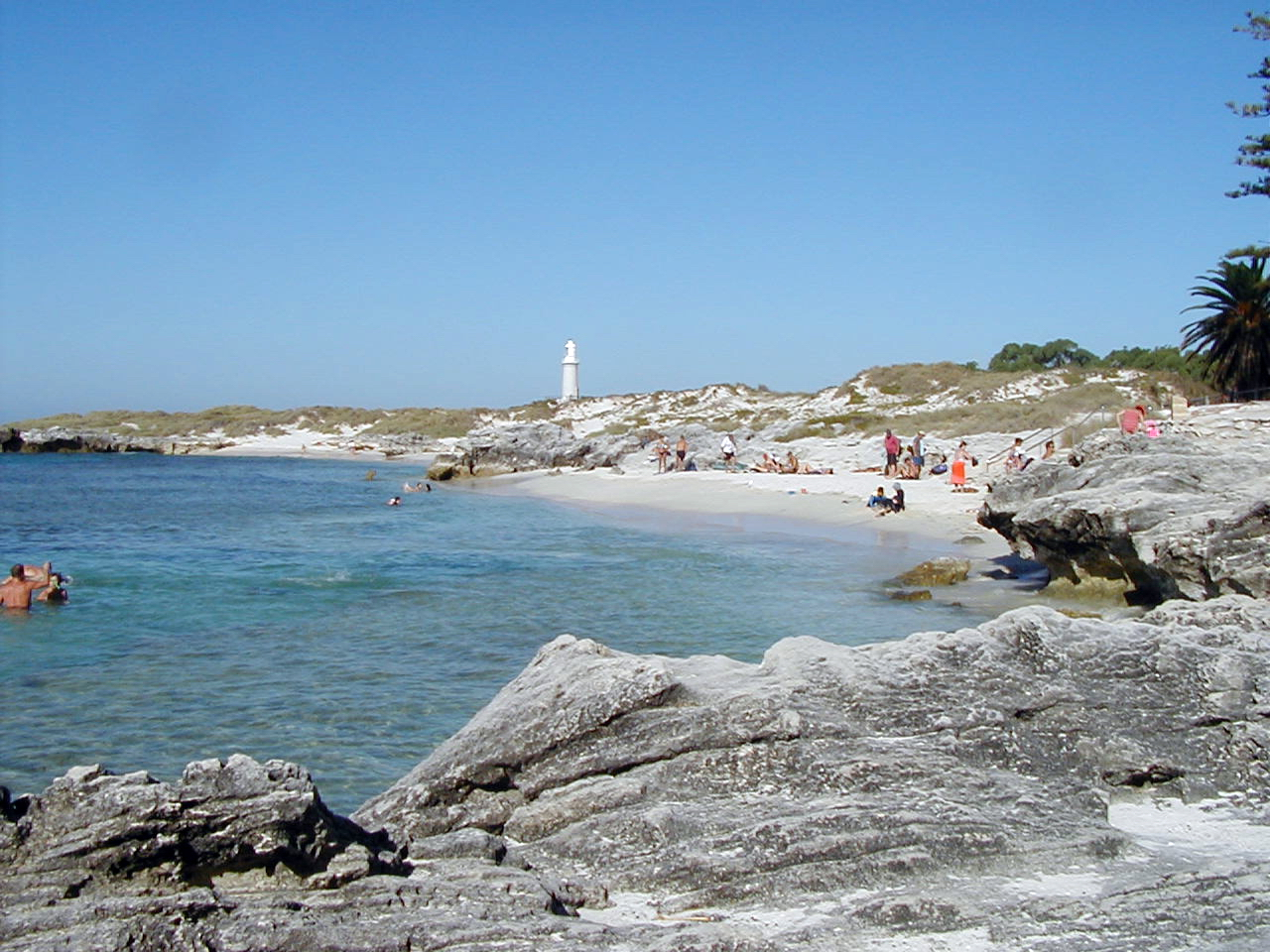
ロットネスト島

パースの魅力はきれいなビーチである。白いビーチが途切れることなく海辺の郊外沿いに走っている。
クイーンズランド州のゴールドコーストとまではいかなくとも、自然に恵まれたほかのオーストラリアの都市と同様の海岸や川岸がある。
パース動物園
パース動物園はスワン川を越えた南パースにあり、ナローズ・ブリッジを渡るかバラック通り桟橋からフェリーに乗って行くことができる。230種、1800匹以上の動物が飼育されている。

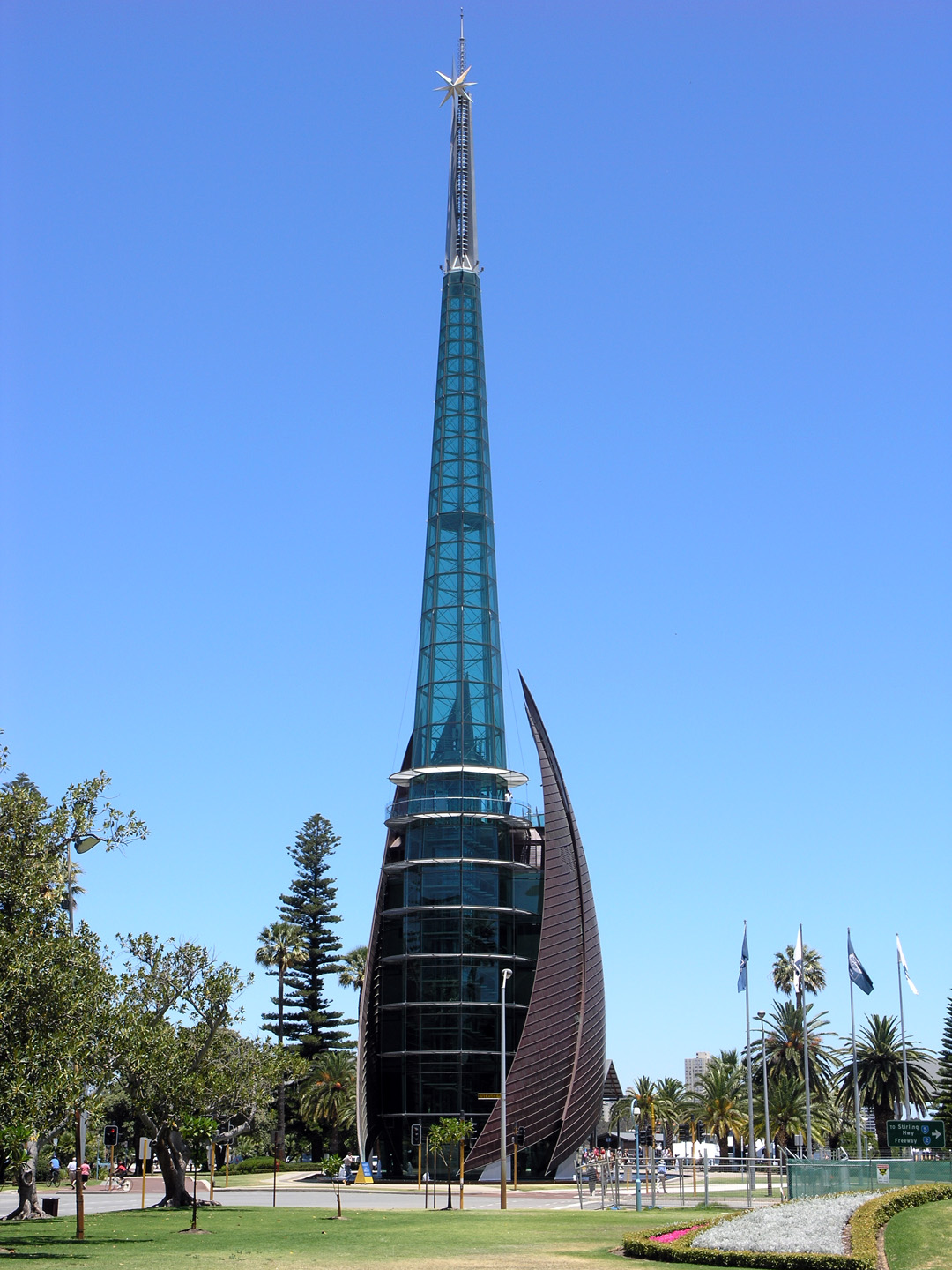
スワンベル
スワンベルはスワン川のほとりにある鐘の塔である。表面は銅で作られ、船の帆の形をかたどっている。収容している鐘は植民化から200年の記念にイギリスから送られた聖マーティン教会の鐘である。2001年に一般公開されたが、事業に割り当てられた何百万豪ドルもの資金を医療費や教育費に使うべきだった、といったものや、建物はもっと美しい形にすべきだった、という批判が州政府に相次いだ。
西オーストラリア水族館
オーストラリア最大の水中の水族館である。ヒラリーズ・ボート・ハーバーにある。
島
パースの沖にはいくつか島があるが、自動車禁止であり特に有袋類動物のクォッカで有名なロットネスト島が観光客に人気の場所である。その他、ガーデン島（海軍基地がある）、カーナック島、シール島、ペンギン島などがある。ロッキンハムのペンギン島は干潮時に岸から島へ歩いて渡ることが出来ることで有名である。またその名のごとく島には野生のペンギンが生息している。隣のシール島付近にも野生のアシカが生息。（シールとは英語でアシカ、アザラシの意味）以上の全島では自然を守るため立ち入りが制限されている。パースとの間の深い海峡はゲージロードと呼ばれ、1987年にアメリカスカップが行われた。
ビーチ
現地に住む人は、パースのビーチはオーストラリアで一番だと言う。砂はきれいで白く、海水も比較的暖かく透き通った青で波も穏やかなので、暖かい季節には多くの人々はビーチへ行く。インド洋のビーチは30 km近くスワン川の北から郊外へ途切れることなく伸びている。スワン川沿いに少し陸地に入ったところにもビーチがあり、北岸にはクローリー(Crawley)、ネッドランズ(Nedlands)、ペパーミントグルーブ(Peppermint Grove)、モスマンベイ(Mosman Bay)、南岸にはコモ(Como)、カニングブリッジ(Canning Bridge)、アップルクロス(Applecross)にある。このようなビーチは穏やかで安全である。
コテスロー(Cottesloe)やスカボロ(Scarborough)が有名なビーチである。このようなビーチには駐車場、場所の予約、公共娯楽設備、ピクニックやバーベキュー場や近くに商店がある。
ナンバン国立公園
パースの北約250 kmにある。ピナクルズと言う石柱群がある。

## 文化・名物

### 祭事・催事

#### 催事
2002年、パースで世界ラクロス大会を主催され、世界ラクロス選手権（アメリカ合衆国が優勝）、オーストラリアユースラクロス選手権、マスターズ（35歳以上）、グランドマスターズ（45歳以上）、国際オープン選手権が開かれた。
毎年1月第1週に開催されるテニストーナメント、ホップマンカップがある。バースウッドドームで開かれ、世界中の注目を集める。
エイボン（アボン）・ディセント（Avon Descent）というボートレースと、テルストラ・ラリー・オーストラリアが毎年開かれる。
毎年夏オーストラリアクリケットチームはテストマッチとワンデーの国際試合をWACAグラウンドで行う。

### 社会構造

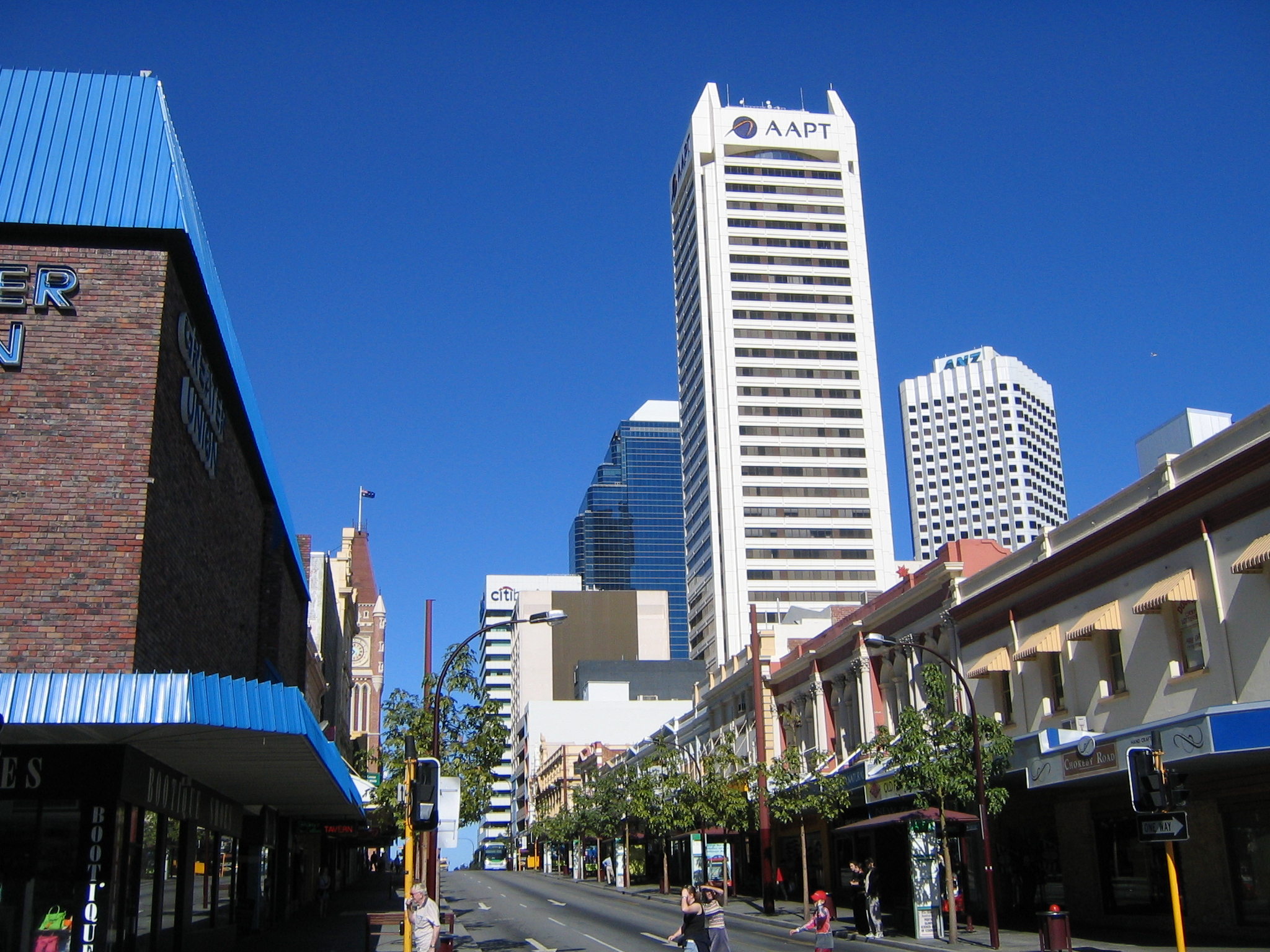
バラック通り

パースとインド洋の間にある西部の郊外には最富裕層の住宅街があり、観光者を惹きつけるランドマークになりつつある。
中心部から南北に離れた郊外は「住宅ローンベルト」と呼ばれる低・中級住宅街である。
連邦政府や州政府の選挙の時、世論に関しての報道でここの住人が取り上げられる。

### 民族
民族的背景
1950〜60年代にヨーロッパから来た移住者を乗せた船が最初に上陸した場所がフリーマントルであったため、パースにはクロアチア、イギリス、イタリア、オランダやギリシャからの大量の移住者が流れ込んだ。この時期にやってきた大量の移住者の名前はマリタイムミュージアムの外にある板に並んでいる。最近、イギリスから飛行機で大量の移住が進んでいて、パースはオーストラリアの都市の中で一番イギリス生まれの住民が多くなっている。パースの南部にある郊外ではイギリス生まれの住民が20%に達している。
さらに旧ユーゴスラビア・旧ソ連を含む東欧からの相当な移住が進んでいる。マレーシア、シンガポール、香港、インドネシア、中国、スリランカといった東南アジアや東アジア、南アジアからの移民者のコミュニティーも相当数ある。インド人コミュニティーではムンバイから移住した大量のパールシーが住んでいる。南アフリカ共和国やジンバブエからの白人の移住者も住み着いている。
ニュージーランド人は他国と違い、居住や就労に関してのビザ発行が優遇されているため、ニュージーランドからの移民も多い。

### 芸能

#### 音楽
パースは西オーストラリア交響楽団の本拠地で、普段はパースコンサートホールで定期演奏会を行っている。西オーストラリア各地でツアーコンサートも行う。レパートリーはバロックから現代音楽まで幅広く行う。オペラは西オーストラリアオペラが行っている。
オーストラリア出身のジャムバンド、ジョン・バトラー・トリオ（The John Butler Trio）はフリーマントル（Fremanlte）出身である。
また、ロックバンドAC/DC（エーシー・ディーシー）のリードシンガーだったボン・スコット（Ronald Belford "Bon" Scott、1946年7月9日 - 1980年2月19日）も、フリーマントルで9歳から14年間在住した。
今現在パースのメタルシーンにもVoid of Visionなどが若者や海外の熱狂的なリスナーからも大きな支持を得ている。
テーム・インパラ

### スポーツ

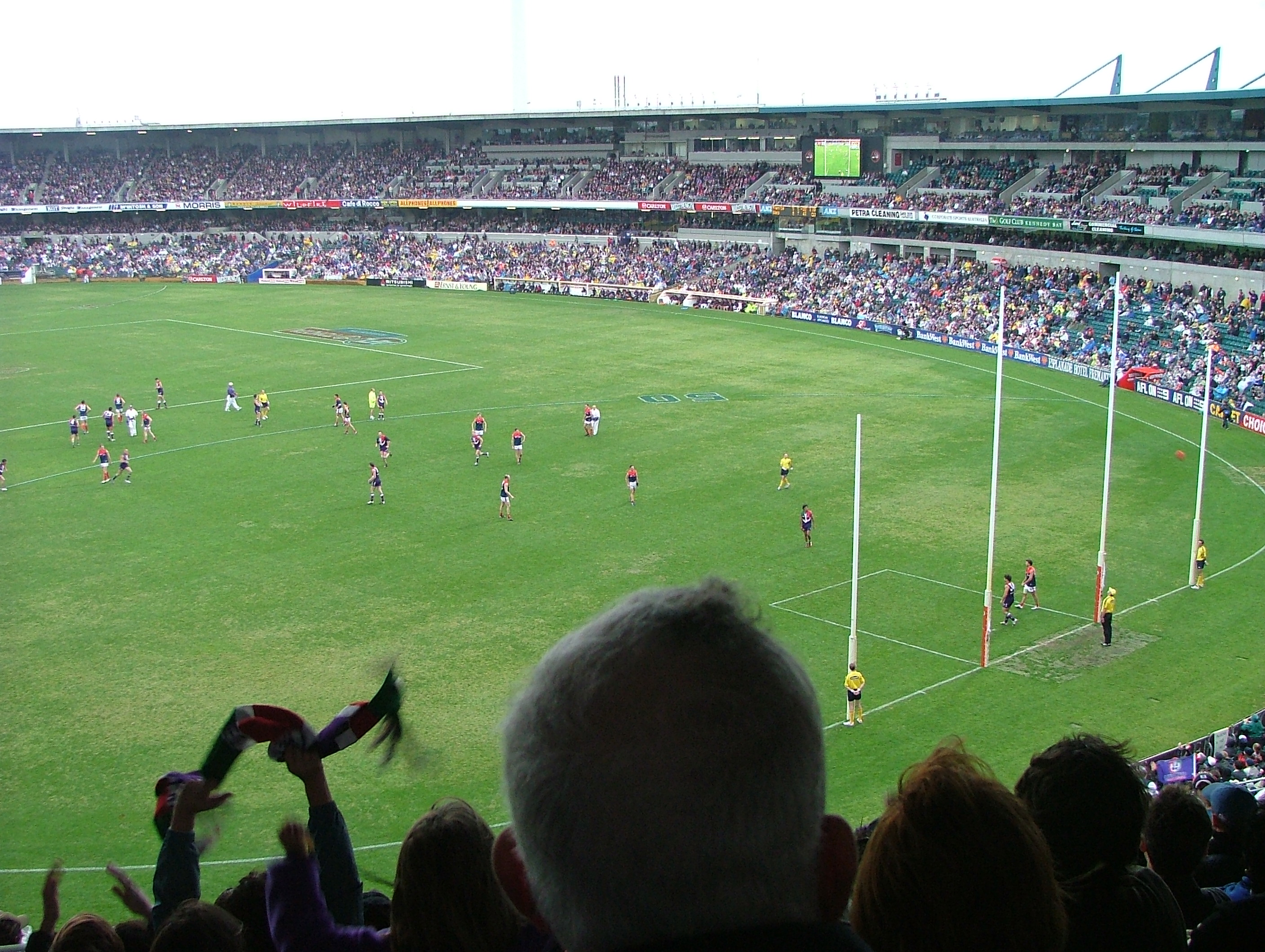
オーストラリアン・フットボールの試合 スビアコ・オーバルにて

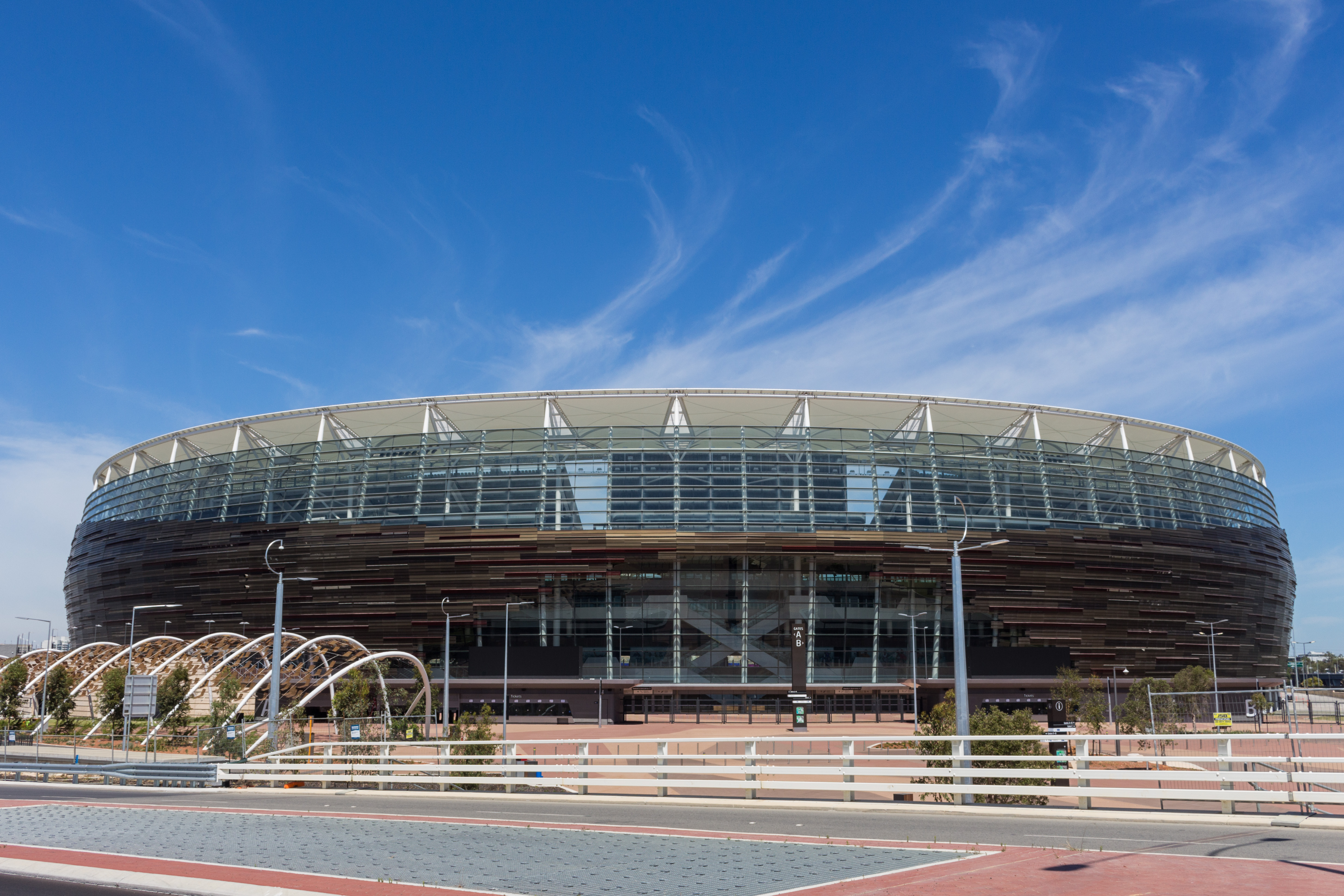
新たに建てられたパース・スタジアム

パースは屋外のライフスタイルに通じていて、市民は多くの種類のスポーツが出来るようになっている。

#### ホッケー
興味深い事に、パースは世界で一番強いホッケーの地域大会が開かれている。老若男女を問わず多くのホッケーチームがあり、総人口の10%しか占めない西オーストラリア州はオリンピックでホッケーの金メダルに多大な貢献をしている。

#### フットボール
- オーストラリアンフットボールリーグ（AFL: Australian Football League）のチームはウェストコースト・イーグルスとフリーマントル・フットボールクラブ（“フリーマントル・ドッカーズ”）の2チーム。

パースのオーストラリアン・フットボールの本拠地はスビアコ・オーバルである。

#### クリケット
- 州のクリケットチームはウェスタンウォリアーズ（Western Warriors）。トゥエンティ20形式のプロリーグのビッグ・バッシュ・リーグ（BBL）にはパース・スコーチャーズ（英語版）が所属している。

#### サッカー
- サッカークラブ、パース・グローリーFC（Perth Glory）はAリーグに所属している。

Aリーグ設立以前のパース・グローリーは比較的強いクラブで、ナショナルサッカーリーグ(NSL)の2シーズンで優勝した。MEバンク・スタジアムをホームスタジアムとしている。

#### バスケットボール
- ナショナル・バスケットボール・リーグ（NBL）のチームはパース・ワイルドキャッツ(Perth Wildcats)で、歴史上一番強いチームの一つだった。だが、オーストラリアではバスケットボールを観戦する人が1990年代から急激に落ち込んでいる。

#### ラグビー
- スーパーラグビーに参加しているラグビーチーム、ウェスタン・フォース（Western Force）がある。

スビアコ・オーバルを本拠地としていたが、2010年よりMEバンク・スタジアムをホームスタジアムとするようになった。オーストラリアンラグビーシールドのチーム、パース・ゴールド（Perth Gold）もパースが本拠地である。

#### 野球
- オーストラリアン・ベースボールリーグ（ABL）では、2010年からパース・ヒートが本拠地としている。

## 都市景観

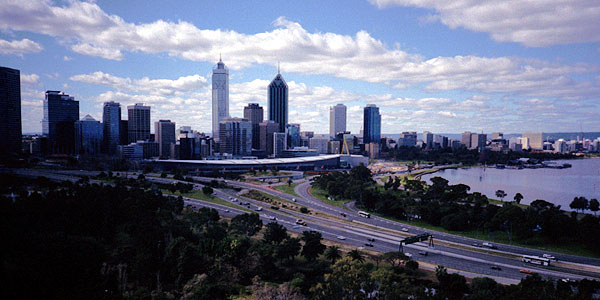
キングスパークから望むパース市街（2004年8月）

### スカイライン
訪れる人はパース市街とパース湖を市の南西の丘に位置するキングスパークから、又は南パースの北岸から眺めたり写真を撮ったりするが、記録によると1960年代まで川岸は市街に接近していて、建物も低かった。その後、川の北岸は埋め立てられ、高層ビルは現在もなお増え続けている。
スカイラインにはパースが現在享受している経済の繁栄があらわれている。パースで最も高いビルであるセントラル・パークは、オーストラリアで6番目に高い建物である。
パースの都心はオーストラリアの他の州都と比べると比較的小さな街である。中心街はパースの金融の中心となっているが、平日は活気で人ごみが出来るものの休日は比較的静かで人通りが無い。